# Cecil Irby Prowse
Cecil Irby Prowse (Somerset, 26 settembre 1866 – battaglia dello Jutland, 31 maggio 1916) è stato un militare britannico, veterano della guerra anglo-egiziana del 1882 e di quella anglo-zanzibariana del 1896. Durante la prima guerra mondiale fu comandante dell'incrociatore da battaglia Queen Mary nel corso del bombardamento di Scarborough, Hartlepool e Whitby e nella battaglia dello Jutland.

## Biografia

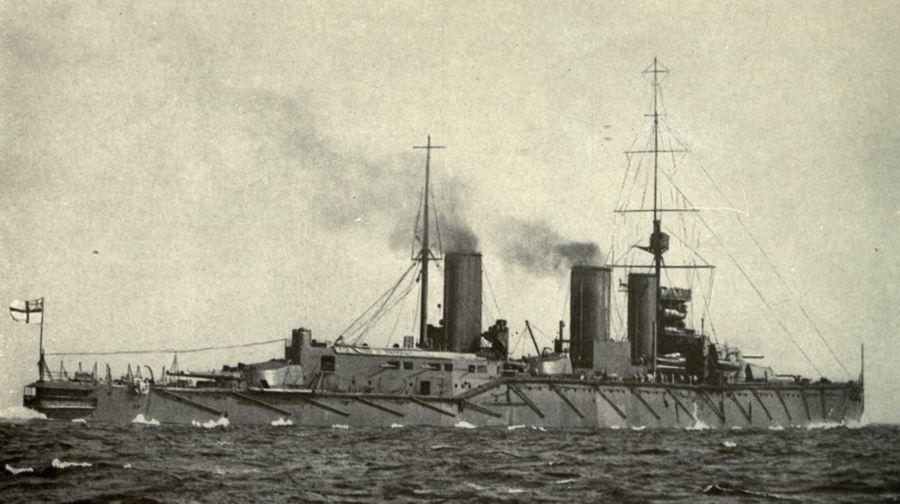
L'incrociatore da battaglia Queen Mary in navigazione.

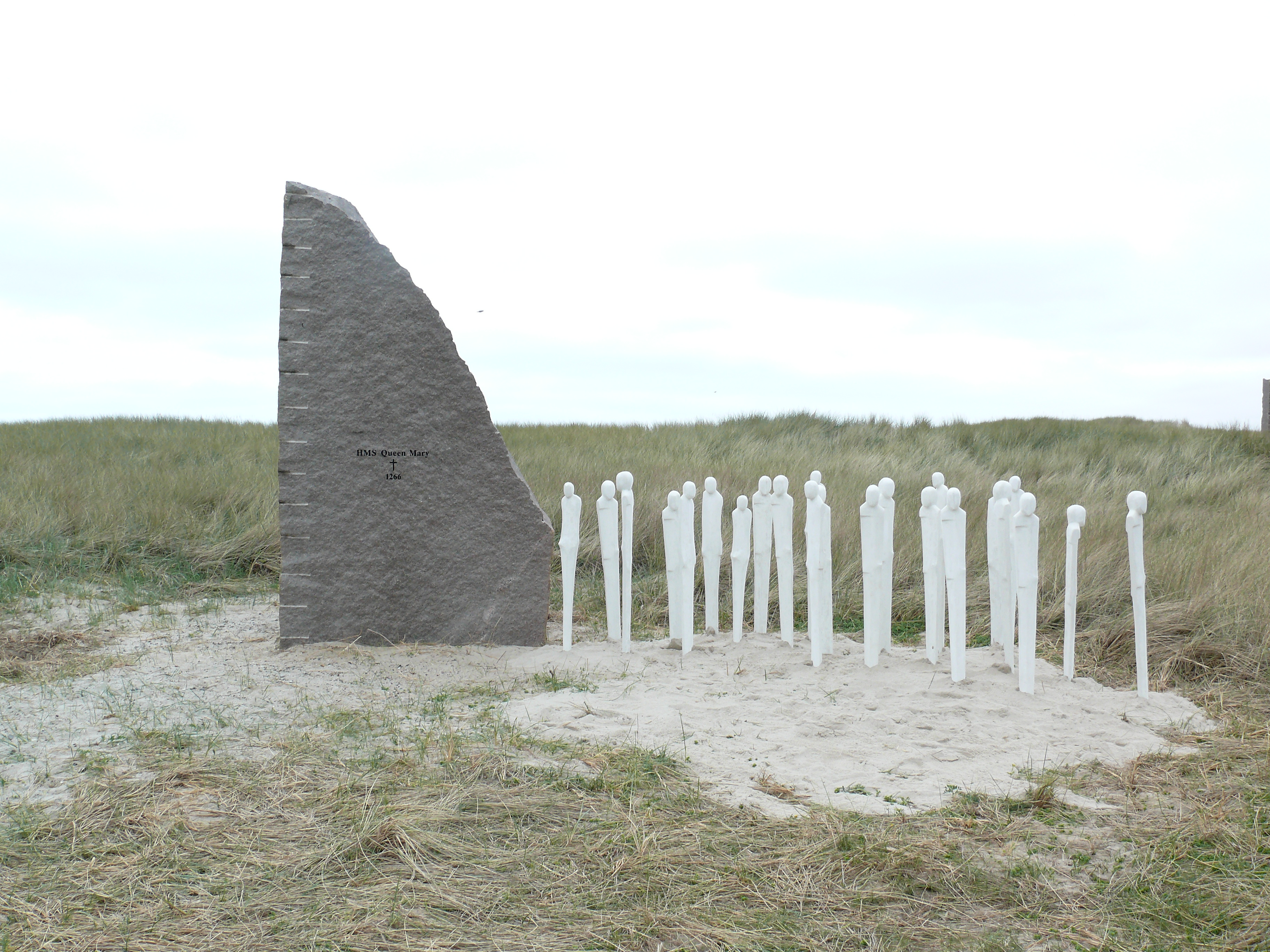
Monumento sito a Thyborøn, Danimarca, eretto in ricordo dell'equipaggio dell'incrociatore da battaglia Queen Mary perito nella battaglia dello Jutland.

Nacque nel Somerset il 26 settembre 1866. Arruolatosi nella Royal Navy iniziò la carriera militare, venendo promosso al grado di lieutenant il 1 gennaio 1890. Prestò servizio durante la guerra anglo-egiziana del 1882, venendo decorato con la Egypt Medal e la Khedive's Bronze Star.
Primo ufficiale e bordo dell'avviso Racoon, nel 1895 fu decorato con la Africa General Service Medal e nel 1896 partecipò alla guerra anglo-zanzibariana e fu presente al bombardamento del palazzo del sultano di Zanzibar Khalid bin Barghash, e alla sua successiva cattura.
Promosso commander il 30 giugno 1901, il 6 luglio si imbarcò sull'incrociatore Anfitrite per le annuali manovre navali, divenendo quindi vicecomandante della nave da battaglia Jupiter il 5 ottobre successivo, e rimanendo imbarcato su di essa fino al 14 febbraio 1904. 
Il 3 gennaio 1905 divenne vicecomandante della nave da battaglia Resolution, su cui prestò servizio fino al 23 gennaio 1906. Dal 7 marzo al 13 maggio dello stesso anno frequentò il corso presso il Royal Naval War College di Portsmouth, classificandosi primo della classe. Dal 16 maggio al 1 agosto fu Presidente di un corso di guerra presso l'Army Staff College di Camberley. In quest'ultima data fu nominato vicecomandante della nave scuola Nelson.
Promosso captain il 30 giugno 1907.   lasciò la Nelson il 1 ottobre per essere nominato Presidente di altro Corso di guerra a Camberley, dove si classificò undicesimo su ventitré ufficiali di I Classe, essendo stato giudicato "VG recd for Staff College". Il 1 ° gennaio 1908 fu nominato comandante dell'incrociatore protetto di prima classe Powerful, divenendo Aiutante di bandiera del viceammiraglio Sir Richard Poore, nuovo comandante in capo della Stazione navale dell'Australia. Mentre prestava servizio in Australia conobbe e sposò la signorina Bertha Marion Ada Campbell Brady di Sydney.
Lasciato il comando del Powerful il 31 dicembre 1910, a partire dall'11 settembre dell'anno successivo partecipò ad un terzo corso di guerra, piazzandosi all'undicesimo posto sui diciassette capitani che vi partecipavano, ricevendo il passaggio in Prima Classe e il giudizio "Attento e capace". 
Dopo aver comandato la corazzata Hannibal durante le manovre navali del 2 luglio 1912, il 6 agosto successivo fu nominato comandante dell'incrociatore corazzato Suffolk e poi dell'incrociatore corazzato Duke of Edinburgh il 2 maggio 1913.
Dopo lo scoppio della prima guerra mondiale, il 13 ottobre 1914 assunse il comando del nuovo incrociatore da battaglia Queen Mary, appartenente al 1st Battlecruiser Squadron, partecipando il 16 dicembre alle operazioni di intercettazione della flotta tedesca dopo il Bombardamento di Scarborough, Hartlepool e Whitby.
Rimase ucciso nel corso della battaglia dello Jutland, il 31 maggio 1916, quando la sua nave esplose dopo essere stata colpita da una salva sparata dall'incrociatore da battaglia tedesco Seydlitz.

### Annotazioni
1. ↑  Il fratello minore di Prowse, il generale di brigata Charles Bertie Prowse, CB, DSO, fu ucciso un mese dopo, il 1 ° luglio, durante il primo giorno della battaglia della Somme. Aveva deciso di spostare il suo quartier generale della 11ª Brigata nella prima linea tedesca catturata, e mentre radunava gli uomini del Seaforth Highlander nelle trincee britanniche fu colpito alla schiena dal fuoco di una mitragliatrice.

### Fonti
1. ↑  The London Gazette: no. 26007.  p. 7553.  31 December, 1889.
2. 1 2 3  Scotlands War.
3. ↑  The London Gazette: no. 27335.  p. 4780.  19 July, 1901.
4. ↑  ADM 203/99. f. 9..
5. 1 2 3 4 5 6  Prowse Service Record. The National Archives. ADM 196/42. f. 423.
6. ↑  The London Gazette: (Supplement) no. 28034.  p. 4433.  28 June, 1907.
7. ↑  The Navy List, July, 1909. p. 357.
8. ↑  The Navy List April 1914, p. 305.
9. 1 2  The Navy List January 1915, p. 376.
10. ↑  Davies, Maddocks 1995, pp. 99-100.